# Kreisbote

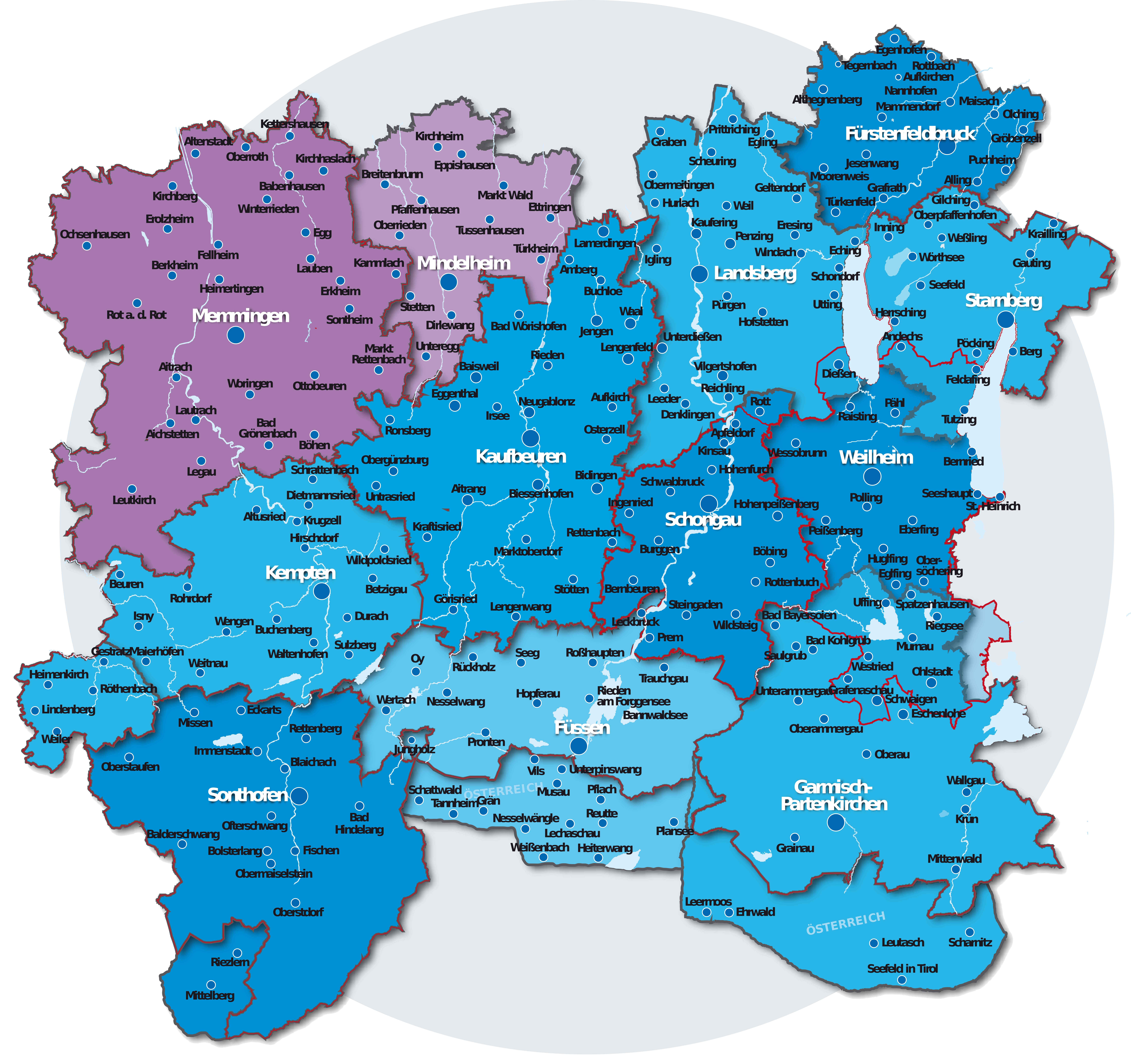
Die Erscheinungsgebiete des Kreisboten sind das Allgäu und das Bayerische Oberland. In Memmingen und Mindelheim erscheint kein Kreisbote, sondern der Kurier. In den deutsch-österreichischen Grenzregionen (Tirol) erscheint ebenso der Kreisbote.

Der Kreisbote ist eine kostenlose sowie flächendeckend Haushalte verteilte Wochenzeitung für das Allgäu und das Bayerische Oberland. Herausgeber ist der Kreisboten-Verlag Mühlfellner KG mit Hauptsitz in Weilheim in Oberbayern. Als Wochenzeitung werden nach Verlagsangaben wöchentlich über 755.000 Exemplare verteilt. Ein E-Paper ist auch verfügbar, so dass die Zeitungen auch online gelesen werden können.
Sein 50-jähriges Bestehen feierte der Kreisbote im Jahr 2014. Der Kreisboten-Verlag Mühlfellner gehört, wie auch der Kurier-Verlag aus Memmingen und der Rundschau-Verlag aus Penzberg, zur Mediengruppe Münchner Merkur tz.
Im Mai 2023 wurde das Herausgabe auf den Samstag reduziert, die Ausgaben in der Wochenmitte wurden gestrichen.

## Geschichte

### 1964: Gründungsjahre

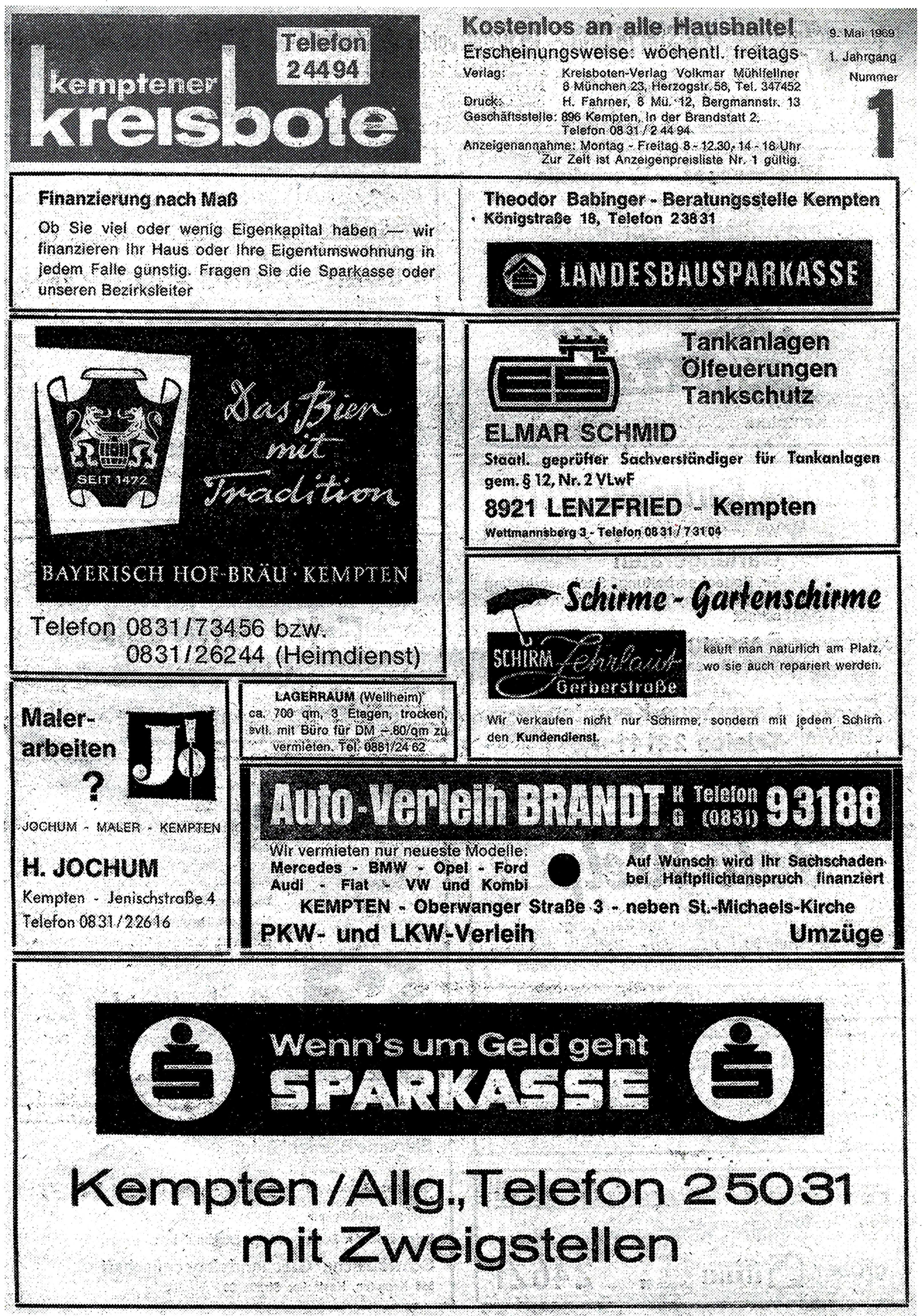
Erstausgabe des Kemptener Kreisboten vom 9. Mai 1969: Noch ohne Artikel.

Der Verlag wurde im Jahr 1964 von Volkmar Mühlfellner in Weilheim gegründet. Er war gleichzeitig Redakteur, Hersteller, Ausfahrer, Buchhalter und Akquisiteur. Der erste Kreisbote erschien am 4. Dezember 1964. Seit 9. Mai 1969 gibt es die Lokalausgabe für Kempten (Allgäu). 1980 erschien der Kreisbote in einer neuen Aufmachung sowie neuem Format und erhielt ab dort redaktionelle Beiträge aus der Region. Informiert wird über Politik, Wirtschaft, Vereinsleben, Sport und Kultur. Im April 1980 wurde das neue Verlagsgebäude in Weilheim feierlich bezogen. Pro Woche wurde in Weilheim eine Gesamtauflage von 250.000 Zeitungen gedruckt, die von 1300 Trägern verteilt wurde.

### 1986: Übernahme durch die Zeitungsgruppe Münchner Merkur/tz

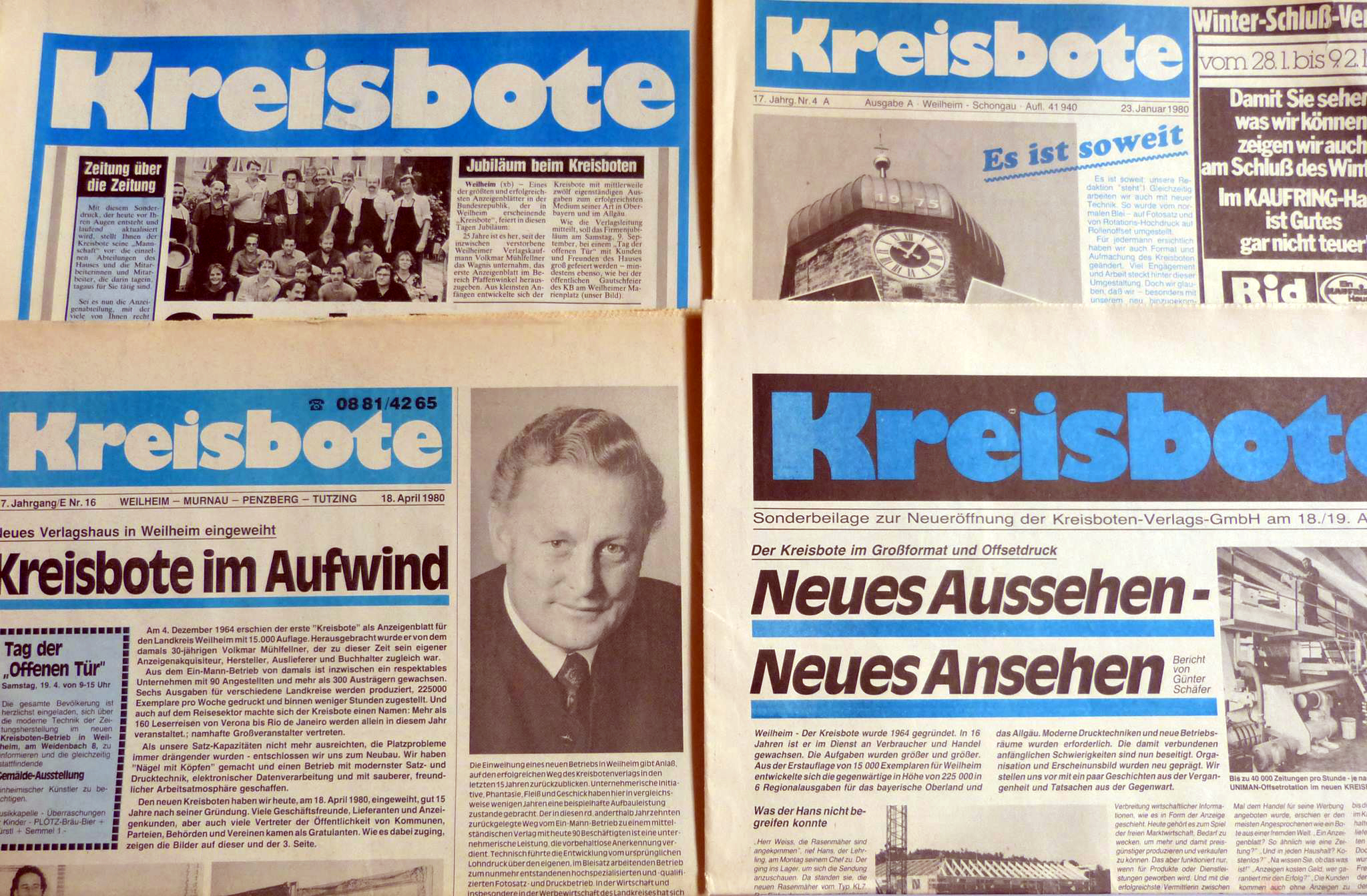
Historische Titelseiten des Kreisboten

Im Jahr 1986 verstarb der 52-jährige Volkmar Mühlfellner nach einer schweren Erkrankung. Bereits kurz nach der Diagnose leitete Mühlfellner den Verlagsverkauf in den Weg. Übernommen wurde der Kreisbote durch den Zeitungsverlag Oberbayern (Mediengruppe Münchner Merkur tz).

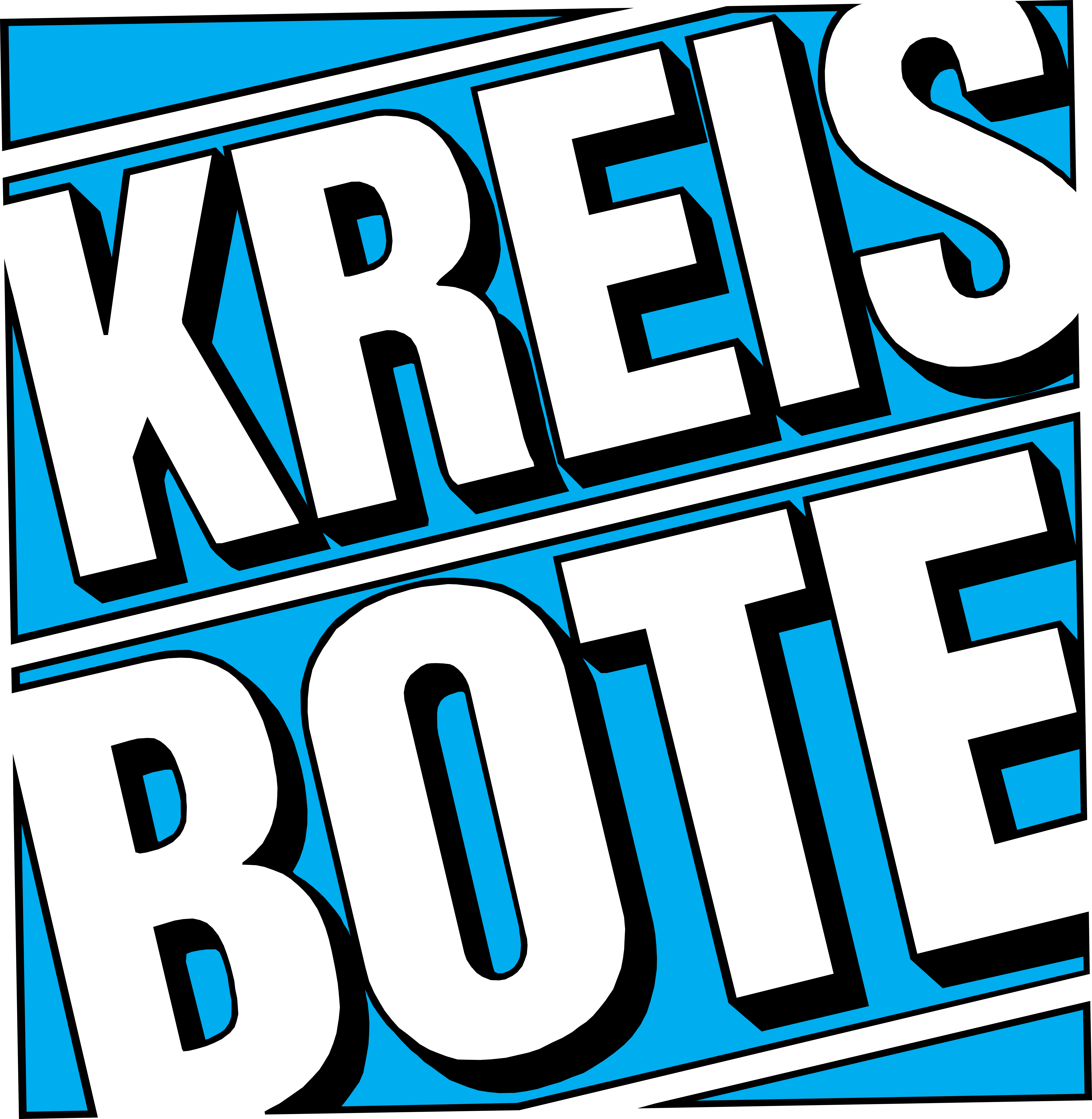
Bis 2011 verwendetes Logo

1989 hatte der Kreisbote eine wöchentliche Gesamtauflage von 450.000 Zeitungen in zwölf Ausgaben und zehn Geschäftsstellen. Seit Januar 1998 wird der Kreisbote vierfarbig produziert. Im gleichen Jahr initiierte der Kreisbote die Anzeigenblattgruppe Südbayern, die 2015 eine Gesamtauflage von fünf Millionen verteilten Exemplaren hatte. 2010 stellt der Kreisbote wöchentlich über 500.000 Zeitungsexemplare her.

### 2013: Neues Druckzentrum und Abbau von Tarifverträgen
Im Jahr 2011 wurde das Erscheinungsbild modernisiert: Ein Schriftzug verdrängte das quadratische Logo. Nachdem 2012 bekannt geworden war, dass Teilbereiche des Kreisboten in Weilheim im März 2013 geschlossen würden, um diese in ein neu zu errichtendes Druckzentrum nach Penzberg zu verlagern, kam es zu internen Kündigungen beim Weilheimer Kreisboten-Verlag. Den beschäftigten Mitarbeitern in Druck und Versand wurde die Möglichkeit eingeräumt, sich in Penzberg neu zu bewerben, jedoch nicht mehr unter den Bedingungen des Tarifvertrags der Druckindustrie, sondern mit finanziellen Einbußen. Da dem Haupteigentümer des Kreisboten, Dirk Ippen, inzwischen die meisten regionalen Medien gehören, blieb nach Aussage des Vertreters der Gewerkschaft ver.di, der erste Streik in der Geschichte des Kreisboten weitgehend ungehört. Im Nachhinein wurde zwischen Betriebsrat und Geschäftsleitung ein Sozialplan beschlossen, der alle Belange „so sozialverträglich wie möglich“ regeln sollte. Den Streikenden wurde jedoch mitgeteilt, dass sie „ab sofort unwiderruflich und unter Verrechnung mit eventuell Ihnen noch zustehenden Urlaubsansprüchen, Freischichtansprüchen, Arbeitszeitguthaben usw. bis zur Beendigung des Arbeitsverhältnisses“ freigestellt werden. Durch den Verlagsleiter Helmut Ernst wurde ein Hausverbot ausgesprochen. Kurze Zeit später folgte ein weiterer Streik, da die Geschäftsleitung des Kreisboten jede Verhandlung mit ver.di verweigerte und nach Aussagen der Gewerkschaft in Penzberg auch weiterhin keine Tariflöhne zahlen wollte. Im Jahr 2013 wurden die beschlossenen Teilbereiche in Weilheim geschlossen, darunter Druck, Versand und Verpackung. Im neuen Druckzentrum Penzberg der Mediengruppe wird seither der Kreisbote zusammen mit den Ausgaben des Münchner Merkurs und der tz gedruckt, verpackt und versandt.
Im Jahr 2016 wurde erstmals durch Mitarbeiter der Weilheimer Setzerei gestreikt, da diese ebenfalls nach Penzberg verlagert werden sollte. Die Satztechnik der Kreisboten-Verlag Mühlfellner KG sollten dabei auf den im Mai 2016 verkündeten Wunsch der Zeitungsverlag Oberbayern GmbH & Co. KG in die PMS Print- und Medienservicegesellschaft mbH übertreten und dabei den Tarifvertrag der Druckindustrie verlassen, um unter verschlechterten Arbeitsbedingungen und ohne Tarifbindung und Betriebsrat weiterzuarbeiten. Die acht zwischen dem 18. Juli und 8. September 2016 erfolgten Streiks zeigten schließlich Erfolg; wer bis dahin die schlechteren Verträge der PMS nicht unterschrieben hatte, konnte zu den bisherigen Bedingungen beim Kreisboten weiterarbeiten.

## Inhalt

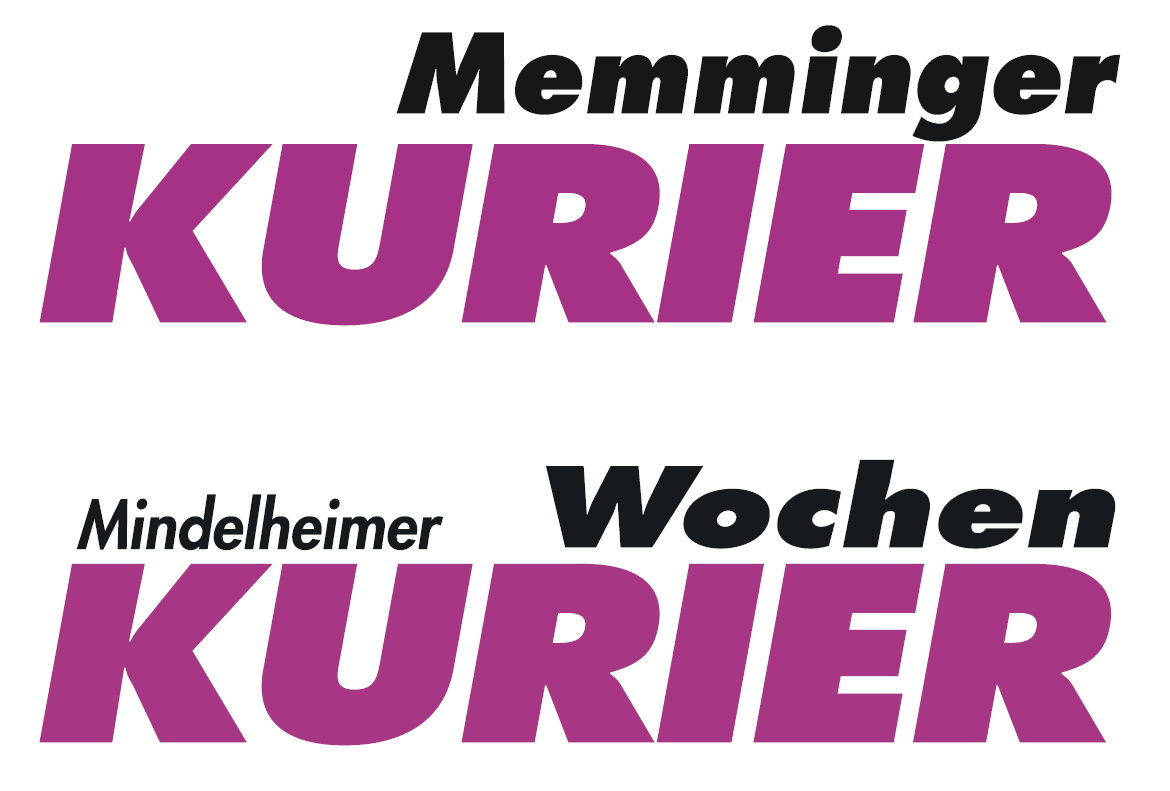
Logos der Zeitungen vom Kurier-Verlag

Die ersten redaktionellen Seiten bestehen aus Nachrichten aus der Umgebung, Wirtschaft, Sport und Kultur. Der Inhalt setzt sich mit dem Leserservice fort, hier wird über Veranstaltungstermine informiert. In der Rubrik „Menschen von nebenan“ werden kurze Texte und Fotos von Lesern über ein privates, besonderes Ereignis veröffentlicht. Auf der Familienseite wird regelmäßig ein Gewinnspiel, Rätsel und ein Wochenhoroskop abgedruckt. Die Seite Veranstaltungen informiert mit Texten über kommende Termine wie Konzerte, Flohmärkte, Börsen und Messen.
Ein weiterer wesentlicher Part der Zeitungen ist der Stellenmarkt im Verbund mit dem hauseigenen Online-Jobportal www.localjob.de. Es folgen die Rubriken Immobilien und Kfz-Markt, jeweils mit Kleinanzeigen. Die Tauschbörse ermöglicht Lesern den Tausch von Gegenständen gegen einen anderen Gegenstand. Je nach Ausgabe gibt es lokale Unterschiede.

## Ausgaben und Auflagen
Im Laufe der Zeit wurden zehn Geschäftsstellen eröffnet. Seit 1998 ist der Verlag Mitglied in der Anzeigenblattgruppe Südbayern und verfügt mittlerweile über 17 Lokalausgaben.
Das in elf Regionen erscheinende Anzeigenblatt wird kostenlos ohne Abonnement an Haushalte in der Verteilerregion ausgeteilt. Finanziert wird es durch Anzeigen und Beilagenverteilung. Jede Region hat ihre eigene Lokalredaktion.

### Wochenzeitung am Mittwoch/Donnerstag und Samstag (Stand: 1. Oktober 2015)
Der Kreisbote erreicht in seinem Verbreitungsgebiet in der Woche rund 758.000 Haushalte, davon 435.000 am Mittwoch und 323.000 am Samstag. Im Allgäuer Erscheinungsgebiet werden die Woche 347.000 Zeitungen verteilt, in der Wochenmitte rund 174.000 Stück, samstags 173.000 Stück. Besonderheit hier ist das Erreichen des angrenzenden Raums Baden-Württemberg mit Isny und dem Westallgäu sowie des grenznahen Österreichs. Das Bayerische Oberland wird in der Wochenmitte mit über 260.000 Zeitungen belegt, am Wochenende sind es rund 150.000 Haushalte. Mit rund 155.000 Zeitungen pro Woche werden vom Kurier-Verlag in Memmingen und dem Landkreis Unterallgäu die Haushalte bedient. Erreicht wird hierbei auch die nahe Kreisstadt Leutkirch sowie das nördlich angrenzende Illertal in Baden-Württemberg.
| Region        | Ausgaben                                                                                | Auflage in der Wochenmitte | Auflage am Wochenende | Gesamtauflage Wochenmitte und Wochenende |
| ------------- | --------------------------------------------------------------------------------------- | -------------------------- | --------------------- | ---------------------------------------- |
| Allgäu        | Kaufbeuren/Buchloe/Nördlicher Landkreis Ostallgäu                                       | 52.302                     | 53.197                | 105.499                                  |
| Allgäu        | Kempten/Nördlicher Landkreis Oberallgäu/Westallgäu/Isny                                 | 56.995                     | 64.152                | 121.147                                  |
| Allgäu        | Sonthofen/Immenstadt im Allgäu/Oberstdorf/Südlicher Landkreis Oberallgäu/Kleinwalsertal | 35.252                     | 33.720                | 68.972                                   |
| Allgäu        | Füssen/Südlicher Landkreis Ostallgäu/Reutte (Tirol)                                     | 29.459                     | 21.990                | 51.449                                   |
| Oberland      | Fürstenfeldbruck mit Umland                                                             | 68.967                     | keine Ausgabe         | 68.967                                   |
| Oberland      | Garmisch-Partenkirchen mit Umland/Teile von Tirol                                       | 44.623                     | 30.800                | 75.423                                   |
| Oberland      | Landsberg am Lech mit Umland                                                            | 45.083                     | keine Ausgabe         | 45.083                                   |
| Oberland      | Starnberg mit Umland                                                                    | 55.550                     | 49.718                | 105.268                                  |
| Oberland      | Weilheim in Oberbayern/Schongau mit Umland                                              | 46.751                     | siehe unten           | 46.751                                   |
| Oberland      | Schongau mit Umland                                                                     | siehe Weilheim/Schongau    | 22.117                | 22.117                                   |
| Oberland      | Weilheim/Murnau am Staffelsee mit Umland                                                | siehe Weilheim/Schongau    | 47.242                | 47.242                                   |
|               | Gesamtauflage Kreisbote Allgäu und Oberland                                             | 434.982                    | 322.936               | 757.918                                  |
| Kurier-Verlag | Memmingen/Leutkirch im Allgäu/Bad Wurzach/Westlicher Landkreis Unterallgäu              | 64.121                     | 63.912                | 128.033                                  |
| Kurier-Verlag | Mindelheim/Östlicher Landkreis Unterallgäu                                              | 26.713                     | keine Ausgabe         | 26.713                                   |
|               | Gesamtauflage Kurier-Verlag                                                             | 90.834                     | 63.912                | 154.746                                  |
|               | Gesamtauflage Kreisbote und Kurier-Verlag                                               | 525.816                    | 386.848               | 912.664                                  |

### Weitere kostenlose Publikationen
- Azubi+: Ausbildungsmagazin für Abschlussschüler und Lehrstellensuchende. Es werden Lehrstellen angeboten und Bewerbungstipps veröffentlicht. Erscheinung im Allgäu und dem Bayerischen Oberland in mehreren Teilausgaben.
- Gesundheitsjournal: Informiert über Gesundheitsthemen und mögliche Anbieter für derartige Dienstleistungen.
- Gästepanorama: Verteilung in Fremdenverkehrsämtern, Hotels, Gastronomiebetrieben und Freizeiteinrichtungen. Zielgruppe sind insbesondere Touristen.
- Ferien-Journal: Tipps für die Ferienfreizeit in der Region.
- Regional „Kompakt“: Informiert über die einzelnen Orte, dort stattfindende Veranstaltungen und Menschen.
- Bau da.HOAM, der Bauratgeber (alles rund um das Thema Immobilie)

### Online-Portale
- www.localjob.de: Dieses Jobportal enthält alle Stellenangebote die in den Printausgaben erschienen, kann aber auch eigenständig belegt werden.

## Mitgliedschaften
Neben der Mitgliedschaft in der Anzeigenblattgruppe Südbayern (2015: 26 Mitgliedsverlage) ist der Verlag ebenso im Bundesverband Deutscher Anzeigenblätter vertreten, letzterer kontrolliert die Auflage auf Richtigkeit.